# Herbal Tonic
Herbal Tonic – album kompilacyjny brytyjskiego zespołu The Herbaliser, wydany 14 czerwca 2010 w Wielkiej Brytanii nakładem wytwórni Ninja Tune jako digital download (16 plików ALAC), a 5 lipca jako CD. Poza Wielką Brytanią został wydany w Polsce (przez Barcode Records, dystrybucja Isound Labels) i w Japonii (wspólnie przez Ninja Tunes i miejscową wytwórnię Beat Records).

## Album

### Historia i muzyka
Jake Wherry i Ollie Teeba tworząc The Herbaliser w 1995 roku połączyli udanie w swojej twórczości różne gatunki i style: funk, jazz i hip-hop oraz filmowe ścieżki dźwiękowe z lat 60. regularnie wydając albumy w wytwórniach Ninja Tune i !K7 Records oraz dając występy na żywo. Herbal Tonic jest zbiorem ich utworów z albumów nagranych w latach 1995–2005 dla Ninja Tune. Znaleźli się na nim artyści, z którymi zespół współpracował, tacy jak: Jean Grae (znana również pod pseudonimem What What w utworze „The Blend”), MF Doom, Seaming To i Roots Manuva (w utworze „Starlight”).

### Lista utworów
Lista według Discogs:
| 1.  | Gadget Funk z albumu Take London                                             | 4:09    |
|     |                                                                              |         |
| 2.  | Nah' Mean Nah'm Sayin' (ft. Jean Grae) z albumu Take London                  | 4:03    |
|     |                                                                              |         |
| 3.  | The Missing Suitcase z albumu Very Mercenary                                 | 5:33    |
|     |                                                                              |         |
| 4.  | The Blend (ft. What What aka Jean Grae) z albumu Blow Your Headphones        | 4:47    |
|     |                                                                              |         |
| 5.  | Starlight (ft. Roots Manuva) z albumu Very Mercenary                         | 5:09    |
|     |                                                                              |         |
| 6.  | Song For Mary z albumu Take London                                           | 5:17    |
|     |                                                                              |         |
| 7.  | Mr Chombee Has The Flaw (From Session 2) z albumu Session 2                  | 3:31    |
|     |                                                                              |         |
| 8.  | Something Wicked (ft. Seaming To) z albumu Something Wicked This Way Comes   | 5:11    |
|     |                                                                              |         |
| 9.  | Mrs Chombee Takes The Plunge (PC Remix) remix DJ Food z albumu Funkungfusion | 5:58    |
|     |                                                                              |         |
| 10. | The Sensual Woman z albumu Very Mercenary                                    | 3:36    |
|     |                                                                              |         |
| 11. | It Ain't Nuttin' (ft. MF Doom) z albumu Herbal Blend                         | 2:46    |
|     |                                                                              |         |
| 12. | 8pt Agenda (ft. Latyrx) z albumu Xen Cuts                                    | 5:01    |
|     |                                                                              |         |
| 13. | Tea & Beer (ft. Jean Grae) z albumu Herbal Blend                             | 2:33    |
|     |                                                                              |         |
| 14. | Ginger Jumps The Fence z albumu Session 1                                    | 5:11    |
|     |                                                                              |         |
| 15. | March Of The Dead Things niewydany                                           | 4:06    |
|     |                                                                              |         |
| 16. | Stranded On Earth (ft. Jessica Darling) z albumu Same as It Never Was        | 4:50    |
|     |                                                                              |         |
|     |                                                                              | 1:11:41 |
|     |                                                                              |         |

## Odbiór

### Opinie krytyków
| Recenzje       | Recenzje |
| Publikacja     | Ocena    |
| -------------- | -------- |
| AllMusic       | [ 7 ]    |
| laut.de        | [ 8 ]    |
| PopMatters     | 8/10     |
| RapReviews.com | 7/10     |
| The Skinny     | [ 11 ]   |

John Bergstrom z magazynu PopMatters jest zdania, że The Herbaliser „to wyjątkowy, ważny zespół, a Herbal Tonic to najlepsze lekarstwo na dźwiękową nudę”. Wtórują mu: Pedro 'DJ Complejo' Hernandez z RapReviews.com: „Herbal Tonic świetnie oddaje to, czym jest The Herbaliser”, Ryan Drever z The Skinny: „Herbal Tonic to album typu „best of”, zgromadzający najlepsze utwory legendarnych londyńczyków” i Andy Fyfe z BBC: „Herbal Tonic jest tak dobrą ścieżką dźwiękową ostatniego 15-lecia, jaką każdy może zebrać”. Również Rick Anderson z AllMusic jest zdania, że Herbal Tonic jest „niezależnie od jednej lub dwóch drobnych wpadek (takich jak powolne i raczej nużące „A Song for Mary”) doskonałym przeglądem pierwszej części znakomitej kariery”.
„Na szczęście najlepsze oferty nie oznaczają już końca kariery, a można je interpretować jedynie jako etap pośredni. Spójrzmy więc na to pozytywnie: The Herbaliser w jakiś sposób zasługują na uhonorowanie ich wieloletnim muzycznym domem: 15 lat historii zespołu ujętej w 16 utworach” – ocenia David Hilzendegen z magazynu laut.de stwierdzając w podsumowaniu, że album ten jest „polecany dla nowicjuszy, którzy chcą słuchać, ale nie mają czasu ani ochoty na samodzielne przeglądanie wszelkiego rodzaju próbek audio. (...). W przypadku tego zespołu nie ma czegoś takiego jak zły zakup”.